# Николаев, Алексей Владимирович
Алексе́й Влади́мирович Никола́ев (5 сентября 1979, Воронеж, СССР) — узбекский и российский футболист.

## Биография
В 2003—2005 играл за ташкентский «Пахтакор». В 2006 году провёл два матча за ярославский «Шинник». В 2008 году играл за ташкентский «Курувчи».
В 2002—2008 гг. выступал за сборную Узбекистана. В 2007 году выступал за сборную в девяти матчах.

## Достижения
- Чемпион Узбекистана (4): 2003, 2004, 2005, 2008
- Обладатель Кубка Узбекистана (4): 2003, 2004, 2005, 2008
- Полуфиналист Лиги чемпионов Азии: 2002/03, 2004.
- Чемпион Казахстана: 2007